# Гимката
Gymkata (Гимката / Гимнастика и каратэ / Смертельное многоборье / Смертельное состязание) — кинофильм производства США о боевых искусствах. Главного героя Джонатана Кэбота, Олимпийского гимнаста, который объединил свои гимнастические навыки с боевыми искусствами для того, чтобы поучаствовать в смертельном состязании в вымышленной стране Пармистан, сыграл Олимпийский гимнаст Курт Томас. За основу кинокартины взят роман «Жуткая игра» 1957 года писателя Дэна Тайлера Мура, адаптированный для экранизации Чарльзом Робертом Карнером (сценарист известного фильма «Слепая ярость») и снятый в существующей на тот момент стране Югославии.

## Сюжет
Джонатан Кэбот (Томас) получает предложение от Специального Разведывательного Управления (СРУ, возможно, прототип ЦРУ) сыграть в «Игру». Игра это жестокое состязание в вымышленной стране Пармистан, граждане которой являются небольшой горной нацией, предположительно населяющей район горной цепи Гиндукуш. Пармистан заставляет всех иностранцев играть в Игру, которая представляет собой продолжительное соревнование с препятствиями, при этом местные пармистанские воины преследуют каждого участника. Если человек побеждает, то ему даруется свобода и одно желание. СРУ хочет, чтобы Кэбот победил в Игре и использовал своё желание, оно должно заключаться в установке спутниковой наблюдательной станции США, которая следит за всеми спутниками и может предупредить заранее о ядерном ударе. Кэботу говорят, что система может спасти миллионы жизней. В качестве дополнительного стимула сообщается, что его отец (который бесследно пропал) на самом деле был агентом СРУ и был послан сыграть в Игру, после этого о нём не было никаких вестей. Пройдя курс тренировок с учителем по боевым искусствам японским гуру и красивой пармистанской принцессой по имени Рубали (Тетчи Агбаяни), Джонатан готов ко всему, и его отправляют в город Карабал, что возле Каспийского моря, для проникновения в Пармистан.
В Карабале на него нападают террористы и похищают принцессу Рубали. Джонатан Кэбот быстро определяет местонахождение лагеря террористов и, используя свой боевой стиль «гимката», который объединяет воедино гимнастику и карате, обезвреживает дюжины террористов, а затем спасает принцессу и возвращается в соляную шахту, где он обосновался. По возвращении он узнает, что его помощник сдал его врагу. На его удачу, вдруг появляется СРУ и спасает его.
Наконец, Кэбот и Рубали, используя плот, сплавляются по реке в Пармистан, где их быстро находят пармистанские воины и после драки Кэбота «вырубают». Когда он приходит в себя в королевском дворце, его приветствуют остальные участники Игры, которые так же приехали соревноваться. Пока все ожидают начала Игры, Кэбот узнает от принцессы, что правая рука короля и одновременно организатор Игры, командир Замир, планирует заговор против короля, он пытается продать права на спутники врагу. Замир так же стремится жениться на принцессе Рубали. Учтя все эти сведения, Кэбот начинает Игру, но вскоре узнает, что Замир не будет играть честно и постоянно нарушает строгие правила Игры, чтобы убить Кэбота. Тем временем, королевские войска побеждены личной армией Замира, которая была создана им для переворота, и создание которой король считал мерами безопасности для своей защиты.
Пройдя множество испытаний, Кэбот остается единственным участником Игры, но его чуть не убивают разъяренные жители, когда его спасает пармистанский воин, который оказывается его отцом. Отец объясняет Кэботу, что во время игры в своё время он упал и повредил руку, но пармистанские воины всё равно даровали ему жизнь. Во время этого разговора, Замир пускает стрелу в отца Джонатана и тот шепотом говорит Кэйботу продолжать соревнование и выиграть его. Джонатан скачет дальше, преследуемый армией Замира. Он заставляет свою лошадь перепрыгнуть пропасть и удаляется, только Замиру хватает храбрости последовать за ним. Видя, что Замир не позволит ему уйти, Кэбот решает встретиться с ним лицом к лицу, и после продолжительного поединка навыки героя помогают ему победить Замира.
Между тем, принцесса Рубали, наконец-то, убеждает короля, что у Замира был план совершить переворот. Используя свои боевые способности, принцесса и король нападают на людей Замира, а затем поднимают граждан Пармистана на поимку остальных. В то время как толпа расправляется с армией Замира, кто-то выкрикивает, что участник пересекает финишную черту. Все бегут посмотреть на счастливца, а принцесса Рубали рада видеть, что это Кэбот скачет на своей лошади, ведя под уздцы вторую лошадь с раненым, но живым отцом. Толпа окружает чемпиона. Фильм заканчивается тем, что зрителям сообщают о том, что в 1985 году была установлена первая станция слежения за спутниками.

## В ролях
| Актёр         | Роль             |
| ------------- | ---------------- |
| Курт Томас    | Джонатан Кэбот   |
| Эрик Лосон    | Полковник Кэбот  |
| Тетчи Агбаяни | Принцесса Рубали |
| Ричард Нортон | Замир            |
| Эдвард Белл   | Пейли            |
| Джон Берретт  | Гомес            |
| Конан Ли      | Хао              |
| Боб Скотт     | Торг             |
| Бак Картелиан | Кан              |

## Премии и награды
- Премия «Золотая малина» (1986)
  - Номинация — «Худшая новая звезда» (Курт Томас)

## Факты
- В 1994 году появился фильм «Spitfire», он хотя и не был сиквелом «Gymkata», но сюжет там был аналогичный — Кристи Филлипс превратила своё гимнастическое мастерство в боевое искусство, чтобы сберечь бесценный компьютерный диск от террористки Сары Дуглас.
- Журнал «Maxim» поставил кинокартину на 17 место в своем списке «Самых худших фильмов».
- Из-за чрезмерной жестокости в фильме, он был запрещён к показу в Финляндии в 1986 году.